# کل یالدار آبی‌رنگ
کل یالدار آبی‌رنگ یا ویلدبیست آبی‌رنگ (نام علمی: Connochaetes taurinus) نام یک گونه از سرده ویلدبیست است. ویلدبیست آبی رنگ، در کنار خویشاوند نزدیک خود ویلدبیست سیاه، یکی از دو گونهٔ ویلدبیست است. این گونه خود دارای ۵ زیرگونهٔ مختلف است.
ویلدبیست آبی رنگ یک گیاهخوار است که عمدتاً از علف‌های کوتاه تغذیه می‌کند. این جانوران به صورت گله‌ای حرکت می‌کنند و دونده‌هایی سریع و بسیار محتاط هستند. فصل جفت‌گیری در پایان فصل بارندگی آغاز می‌شود و معمولاً یک گوساله تنها پس از یک دوره بارداری حدود ۸٫۵ ماه متولد می‌شود. گوساله به مدت ۸ ماه نزد مادرش می‌ماند و پس از آن به گلهٔ جوان می‌پیوندد. ویلدبیست‌های آبی در دشت‌های علف‌های کوتاه در مجاورت ساواناهای پوشیده از بوته‌ها و درختان اقاقیا در جنوب و شرق آفریقا یافت می‌شوند و در مناطقی که نه خیلی مرطوب و نه خیلی خشک هستند رشد می‌کنند.
در میان بومیان آفریقا به گنو (تلفظ "g-new") نیز معروف است، این نام را به دلیل ظاهر تهدیدآمیز به دلیل سر بزرگ، یال پشمالو، ریش نوک‌تیز و شاخ‌های تیز و خمیده‌اش به این جانور می‌گویند این حیوان به عنوان منبع غذایی قابل اعتماد برای اکثر شکارچیان ساوانای آفریقا می‌باشد. شیرها، یوزپلنگ‌ها، سگ‌های وحشی و کفتارها از جمله شکارچیان این حیوان علف‌خوار هستند

## طبقه‌بندی
ویلدبیست آبی نخستین بار در سال ۱۸۲۳ توسط ویلیام جان بورچل، طبیعت‌شناس انگلیسی توصیف شد که نام علمی Connochaetes taurinus را به آن داد.
مطالعه روی کروموزوم‌های میتوزی و دی.ان. ای میتوکندریایی ویلدبیست آبی و ویلدبیست سیاه، نشان می‌دهد که این دو گونه خویشاوندان نزدیک هستند و حدود یک میلیون سال قبل از یکدیگر جدا شده‌اند.
زیرگونه ها
ویلدبیست آبی (C. taurinus) دارای پنج زیرگونه است:
- C. t. taurinus، ویلدبیست معمولی یا گنوی راه راه که در جنوب آفریقا یافت می‌شود. دامنه آن از نامیبیا و آفریقای آفریقای جنوبی تا موزامبیک (شمال رود نارنجی) و از جنوب غربی زامبیا (جنوب رودخانه زامبزی) تا جنوب آنگولا گسترش می‌یابد.
- C. t. johnstoni، ویلدبیست نیاسالند که از موزامبیک (شمال رودخانه زامبزی) تا شرق مرکزی تانزانیا دیده می‌شود. اکنون در مالاوی منقرض شده است.
- C. t. albojubatus، ویلدبیست ریش سفید شرقی که در دره گریگوری ریفت (جنوب خط استوا) یافت می‌شود. دامنه آن از شمال تانزانیا تا مرکز کنیا را شامل می‌شود.
- C. t. mearnsi، ویلدبیست ریش سفید غربی یا ویلدبیست ریش سفید سرنگتی که در شمال تانزانیا و جنوب کنیا یافت می‌شود. دامنه آن از غرب دره گرگوری ریفت تا خلیج اسپک در دریاچه ویکتوریا امتداد دارد. مهاجرت مشهور سرنگتی توسط این زیرگونه انجام می‌شود.
- C. t. cooksoni، ویلدبیست کوکسون، به دره لوانگوا در زامبیا محدود شده است. گاهی اوقات، ممکن است به صورت سرگردان در منطقه فلات مرکزی مالاوی دیده شود.

## مشخصات
ویلدبیست آبی رنگ دارای دوشکلی جنسی است و نرها بزرگتر و تیره‌تر از ماده‌ها هستند. طول سر و بدن ویلدبیست آبی رنگ معمولاً ۱۷۰ تا ۲۵۰ سانتی‌متر و ارتفاع متوسط آن تا شانه بین ۱۱۵ تا ۱۵۱ سانتی‌متر است. نرها معمولاً ۱۷۰ تا ۴۱۰ کیلوگرم و ماده‌ها ۱۴۰ تا ۲۶۰ کیلوگرم وزن دارند. یک ویژگی بارز دم سیاه و بلند است که طول آن حدود ۶۰ تا ۱۰۰ سانتی‌متر است.
آنها می‌توانند تا ۸۰ کیلومتر (۵۰ مایل) را در ۵ روز بدون آب آشامیدنی با میانگین دمای ۳۸ درجه سانتیگراد (۱۰۰ درجه فارنهایت) در ساعات اوج روز طی کنند.
این آنتلوپ شانه‌های پهن و ظاهری عضلانی و سنگین دارد پوزه‌ای متمایز دارد. گوساله‌ها با رنگ قهوه ای روشن به دنیا می‌آیند و از ۲ ماهگی شروع به تغییر رنگ بزرگسالی می‌کنند. رنگ‌های بزرگسالان از خاکستری تیره یا خاکستری مایل به آبی تا خاکستری روشن یا حتی قهوه ای مایل به خاکستری متغیر است. پشت و پهلوها کمی روشن‌تر از سطح شکمی و قسمت‌های زیرین هستند. نوارهای عمودی، ناحیه بین گردن و پشت قفسه سینه را مشخص می‌کند، و به همین دلیل به آن‌ها را گنوی راه راه هم می‌گویند. یال‌های هر دو جنس نر و ماده، بلند، سفت، ضخیم و سیاه، همرنگ دم و صورت می‌باشد. در حالی که یال‌های ویلدبیست ریش سفید غربی و شرقی افتاده هستند، یال‌های ویلدبیست‌های نیاسالند و ویلدبیست‌های معمولی حالتی سیخ و ایستاده دارند. غدد بویایی که روغن شفافی ترشح می‌کنند در جلوی پا وجود دارند و در نرها بزرگتر از ماده‌ها هستند.
هر دو جنس دارای یک جفت شاخ بزرگ به شکل پرانتز هستند. شاخ‌ها به سمت بیرون گسترش یافته و سپس به سمت بالا و داخل انحنا می‌یابند. در نرها، طول شاخ‌ها به ۸۳ سانتیمتر می‌رسد درحالی که طول شاخ ماده‌ها بین ۳۰ تا ۴۰ سانتیمتر است.

## زیستگاه و محدوده
زیستگاه آنها شامل دشت‌های چمنزار و جنگل‌های باز مرکز، جنوب و شرق آفریقا، به ویژه سرنگتی در تانزانیا و کنیا هست. آنها در گله‌های بزرگ سفر می‌کنند و شبانه روز فعال هستند و دائماً چرا می‌کنند.

## مهاجرت

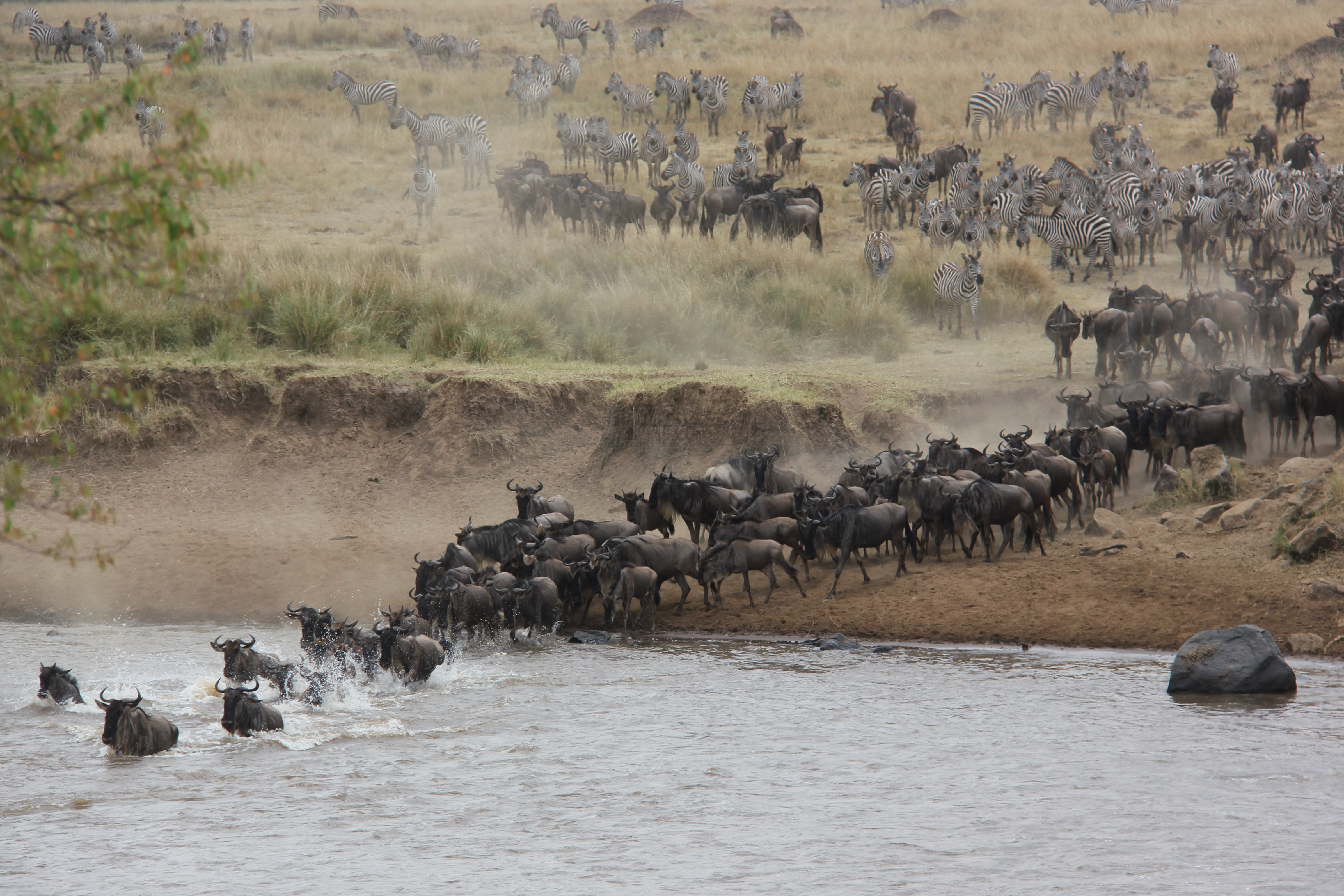
گله ای از ویلدبیست آبی‌رنگ

مهاجرت آنها بخاطر جستجوی مراتع سبزتر تحت تأثیر الگوهای آب و هوایی است. اما معمولاً در ماه مه یا ژوئن انجام می‌شود. مهاجرت آنها از سرنگتی در تانزانیا به سمت ماسایی مارا در کشور کنیا و بالعکس، از بزرگ‌ترین نمایش‌های حیات وحش روی زمین محسوب می‌شود که شامل حدود ۱٫۵ میلیون ویلدبیست آبی رنگ و همچنین صدها هزار حیوان دیگر از جمله گورخر و غزال است.

## جمعیت
حدود ۵۰۰۰۰۰ گوساله در ماه‌های فوریه و مارس هر سال در آغاز فصل بارندگی متولد می‌شوند. گوساله‌ها در عرض چند دقیقه پس از تولد راه‌رفتن را یادمی‌گیرند و در عرض چند روز می‌توانند با گله همگام شوند. ویلدبیست آبی رنگ می‌توانند تا ۲۰ سال عمر کند.